# Luis Moya (Zacatecas)
Luis Moya é um município do estado de Zacatecas, no México.